# Schießkladde
Als Schießkladde bezeichnet man beim Militär ein Heft oder Buch, in das die ausgegebene und wieder zurückgegebene Munition sowie die Schießergebnisse eingetragen werden – sozusagen die Buchhaltung des Munitionsausgebers. Die einzelnen Ergebnisse werden auch in ein persönliches Schießbuch des Schützen (Soldaten) eingetragen. 
Es gibt zwei Arten von Schießkladden: in die Einheitsschießkladde wird i. d. R. Gefechtsschießen eingetragen, in die normale Schießkladde Schulschießen einschließlich Wertungsschießen zur Erlangung der Schützenschnur und Ablegen der Leistungen für das Abzeichen für Leistungen im Truppendienst, das sog. Leistungsabzeichen. 
Am Ende des Schießens wird anhand der Schießkladde die verbrauchte Munition errechnet und mit dem Bestand der Restmunition verglichen. Differenzen müssen gemeldet werden. Die Schießkladde ist als Urkunde im Rechtssinn zu qualifizieren, falsche Eintragungen fallen also unter die Urkundendelikte des StGB und werden somit strafrechtlich geahndet.
Im zivilen Schießsport, wie auch in der Bundeswehr werden in der Schießkladde sowohl der Verbleib der Munition als auch die Schützentreffer nachgewiesen.